# 郭茂林
郭茂林（日语：／ Kaku Morin */?；1920年7月27日—2012年4月7日）是臺灣裔日本建築師與建築學者，出身於台北，二戰後在日本從事建築研究，之後創辦建築事務所，將摩天大樓帶入日本，因而被稱為「巨塔之男」。除了日本之外，他也多次在臺灣從事高層建築的設計工作。在華人建築界，郭茂林與在歐美發展的貝聿銘齊名，有「西貝東郭」的譽稱。

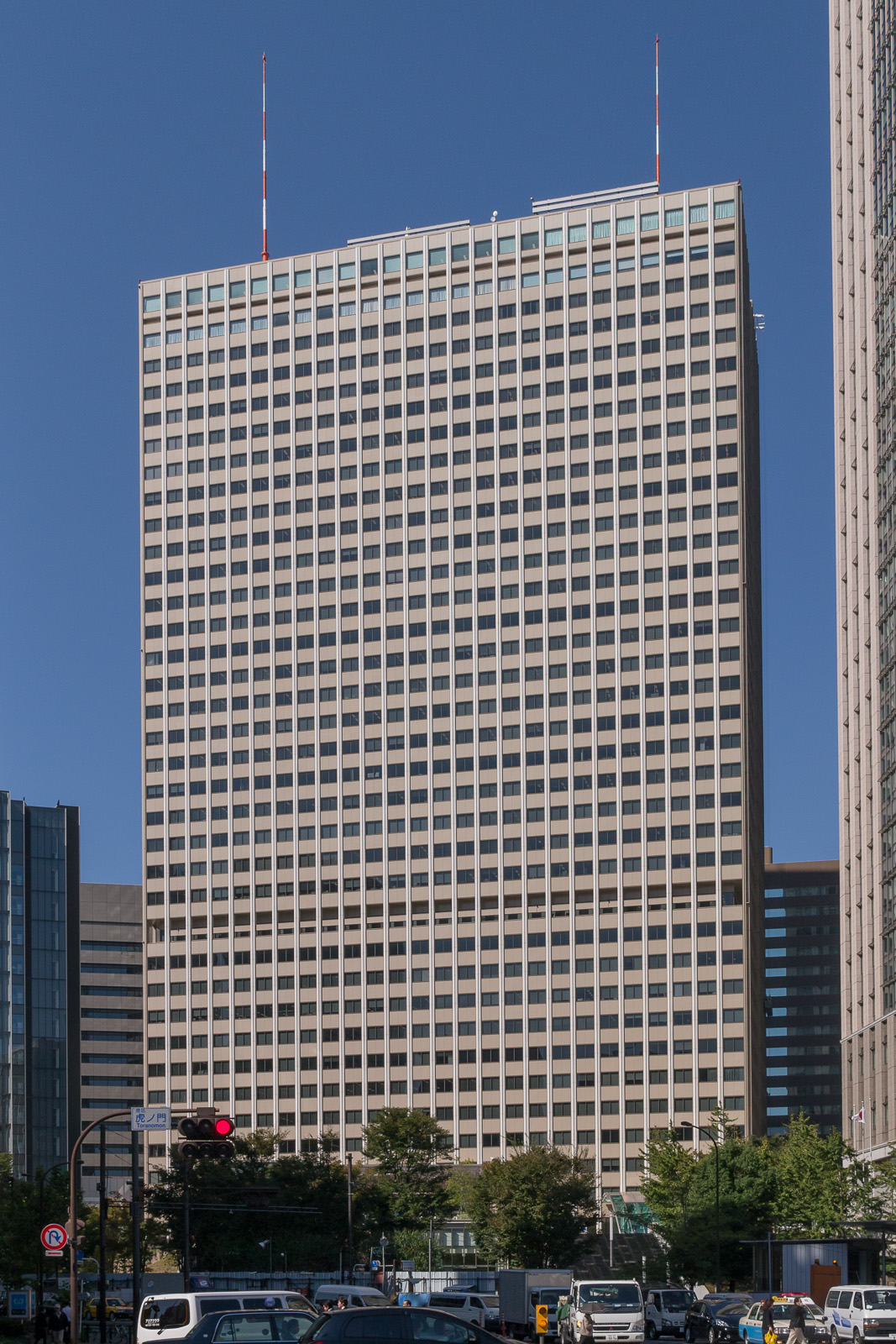
郭茂林踏入日本建築業的代表作：霞關大樓

## 生平
郭茂林在出生於日屬台灣台北大稻埕，高中時進入臺北州立臺北工業學校（今國立臺北科技大學）就讀，於1940年畢業；由於成績優異，在當時臺北工業學校校長千千岩助太郎的引介下前往日本內地東京，進入東京帝國大學（今東京大學）工學部建築學科成為聽講生（旁聽課程者）與助手（研究助理）。二戰結束後，郭茂林留在日本並重新取得日本國籍，在岸田日出刀、吉武泰水等日本知名建築學者旗下從事建築計劃學的研究。
1962年，三井集團旗下的三井不動產在東京霞關的霞關會館與東京俱樂部舊址進行都市更新計畫，時任社長江戶英雄延攬郭茂林擔任「霞關三井集團企劃室」（霞が関三井グループ（KMG）企画室）的室長，負責規劃整個開發計畫；郭茂林以總協調者的角色，兼具業主代表與建築設計者的雙重身分，藉著在東大時累積的豐沛人脈，獲得產官學多方協助，成功在此建設了日本第一棟摩天大樓——霞關大樓（霞が関ビルディング），成為當時日本第一高樓。霞關大樓在日本建築史上有著重要地位，因為該大樓興建時突破日本建築法規的限制，成為日本第一棟高度超過100公尺的建築物，開啟了往後摩天大樓在日本的興盛發展。霞關大樓完工後，郭茂林成立「KMG設計事務所」（這裡的「KMG」是的縮寫，意為「郭茂林團隊」），自行開業從事建築設計與顧問工作。除了建築設計之外，郭茂林也參與了新宿副都心的開發工作，以及東京許多摩天大樓的構想與設計工作，造就東京高層建築的蓬勃發展。
除了日本，郭茂林也回到台灣發展事業，將高層建築的技術與工法引進台灣，並在台灣設計數棟摩天大樓，其中的代表作為台北的新光人壽保險摩天大樓；而台北市進行信義計畫區、台北車站特定區等都市開發計畫時，郭茂林也參與其中。2006年7月30日，郭茂林獲中華民國僑務委員會頒贈華光僑務專業獎章。
2012年4月7日，郭茂林因急性腎衰竭病逝於東京杉並區自宅，享壽90歲。為紀念郭茂林對台灣與日本建築業界的貢獻，郭茂林的友人在其生前籌拍紀錄片《巨塔之男——郭茂林》（空を拓く〜建築家・郭茂林という男），由酒井充子導演，於其逝世後半年後的2012年10月在東京國際電影節上映。2016年4月，郭茂林獲中華民國總統馬英九頒發褒揚令；2016年5月30日，臺北駐日經濟文化代表處代表沈斯淳將褒揚令轉交郭茂林之子郭純。

## 作品
下列包括由郭茂林設計或策畫建造的建築。

### 建築物
日本
- 成蹊中學校（日语：成蹊中学校）校舍（東京都武藏野市　吉武泰水、伴好弘共同設計，1950年）
- 霞關大樓（東京都千代田區霞關，日本建築學會技術支援，1968年）
- 世界貿易中心大樓（東京都港區濱松町，1970年）
- 三井紀念醫院（日语：三井記念病院）（東京都千代田區，吉武泰水、香山壽夫、高橋鷹志、三井不動產設計部、日本設計事務所共同設計，1970年）
- 太陽城（東京都豐島區池袋，1978年）[10]
- 台北駐日經濟文化代表處與代表官邸（東京都港區白金台，1988年）[11]

台灣
- 榮華大樓（台北市中山區吉林路，兆豐國際商業銀行總行，鹿島建設技術指導，1977年）
- 太子辦公大樓（台南市中西區中山路，1980年）
- 第一銀行總行大樓（台北市中正區重慶南路，1981年）
- 台灣電力公司總管理處辦公大樓（台北市中正區羅斯福路，台灣電力公司總部，1982年）
- 三連大樓（台北市信義區基隆路，1984年）
- 國泰人壽大樓（台北市大安區仁愛路，國泰人壽總部，1987年）
- 國泰人壽敦南商業大樓（台北市大安區敦化南路，1988年）
- 台北車站（台北市中正區忠孝西路，第四代，沈祖海、陳其寬共同設計，1989年）
- 新光人壽保險摩天大樓（台北市中正區忠孝西路，新光金控總部，1993年）
- 東華高爾夫球場迎賓會館（新北市林口區，1993年）
- 台泥大樓（台北市中山區中山北路，第二代，1998年）
- 國泰金融中心（台北市信義區信義計畫區，國泰金控總部，2002年）

### 都市規劃
日本
- 新宿副都心

台灣
- 林口新市鎮
- 信義計畫區
- 台北車站特定區[12]
- 中華商場拆遷安置方案[12]